# دانشگاه ابرتا
دانشگاه ابرتا (به پرتغالی: Universidade Aberta) یک دانشگاه در پرتغال است که در لیسبون واقع شده‌است.